# 경남지방조달청
경남지방조달청(慶南地方調達廳, Gyeongnam Regional Public Procurement Service)은 경상남도의 정부가 행하는 물자(군수품 제외)의 구매·공급 및 관리에 관한 사무와 정부의 주요 시설 공사 계약에 관한 사무를 관장하는 대한민국 조달청의 소속기관이다. 1998년 2월 28일 발족하였으며, 경상남도 창원시 성산구 상남로 231에 위치하고 있다. 청장은 서기관 또는 기술서기관으로 보한다.

## 직무
- 관할구역내 수요기관이 구매요청하는 물자중 조달청장이 지정하는 내자 물품·용역 계약체결 및 관리와 그에 부수되는 업무
- 조달물자 검사
- 물가조사업무
- 관할구역내 수요기관이 요청하는 시설공사중 조달청장이 지정하는 시설공사 계약체결 및 관리와 그에 부수되는 업무
- 비축물자의 비축 및 방출과 그에 부수되는 업무
- 조달물자의 검수·하역·보관·수송 및 사고처리에 관한 사항
- 관할구역 내 국유재산 관리실태의 확인·점검 등 국유재산 관리사무

## 연혁
- 1959년 9월 9일: 외자청 소속으로 외자청마산사무소 설치.[2]
- 1961년 10월 2일: 조달청 소속 조달청 마산사무소로 개편.[3]
- 1975년 7월 5일: 조달청 부산사무소로 흡수.[4]
- 1976년 12월 31일: 경상남도 일부를 이관받아 조달청 마산사무소를 독립.[5]
- 1980년 5월 29일: 조달청 경남지청으로 개편.[6]
- 1981년 2월 13일: 마산시에서 창원시로 청사 이전.
- 1998년 2월 28일: 경남지방조달청으로 개편.[7]
- 2021년 7월 1일: 경남지방조달청 주소가 의창구에서 성산구로 변경

## 관할구역
- 경상남도

## 조직

### 청장
- 경영관리과[8]
- 자재구매과[8]
- 장비구매팀[8][9]